# San Isidro, Tlaxiaco
San Isidro är en ort i Mexiko.   Den ligger i kommunen Heroica Ciudad de Tlaxiaco och delstaten Oaxaca, i den sydöstra delen av landet, 280 km sydost om huvudstaden Mexico City. San Isidro ligger 2 067 meter över havet och antalet invånare är 328.
Terrängen runt San Isidro är kuperad. Runt San Isidro är det ganska glesbefolkat, med 43 invånare per kvadratkilometer. Närmaste större samhälle är Heroica Ciudad de Tlaxiaco, 10,5 km nordost om San Isidro. I omgivningarna runt San Isidro växer huvudsakligen savannskog.